# 숲 속의 전설 무시킹
《숲 속의 전설 무시킹》(甲虫王者 ムシキング 森の民の伝説-갑충왕자 무시킹 숲의 백성의 전설)는 2005년 4월부터 2006년 3월까지 방영된 TV 애니메이션 및 이 애니메이션을 원작으로 한 카드 게임이다. TV 애니메이션은 총 52화로 제작되었으며, 대한민국에서는 2006년부터 투니버스를 통해 첫 방송되었다.
- 포포

(CV. 이현진 / (CV.미야하라 나미)
녹색 옷을 입은 숲속 소년으로 여행 속에서 숲과 곤충, 다양한 사람들과의 만남을 통해 성장해 가며 숲을 구하려고 한다. 포포가 위급할 시 "수호자의 목걸이"가 빛나며 장수풍뎅이 무시킹이 나타난다.
- 치비킹

(CV. 정유미 / (CV. TARAKO)
포포가 여행하던 중 처음으로 만난 작은 꼬마 장수풍뎅이. 다른 곤충과는 달리 말을 하는 신비한 능력이 있다. 무시킹이 등장할 때에는 항상 어디론가 사라진다.
- 무시킹

포포가 위험에 처할 때마다 등장하는 커다란 장수풍뎅이. 위험에 빠진 포포 일행을 구하고 붉은 눈의 갑충을 물리친다. 싸움이 끝나면 어디론가 날아간다.
- 팜

(CV. 이지영 / (CV. 시시도 루미)
포포와 처음 만난 서커스단 소녀 . 말이 없고 냉담하다.
- 소마

(CV. 김장 / (CV. 노지마 켄지)
금발머리 소년. 혼자 돌아다니며 실종된 부모님을 찾고 있다. 포포 일행과 만나 여행을 같이 하게 되지만 포포에 대한 질투심으로 인해 아더 밑으로 들어간다.
- 세란

(CV. 김선혜 / (CV. 미나구치 유코)
장미나무에서 태어난 요정. 하늘을 날 수 있는 능력 외에도 다양한 신비한 힘을 가지고 숲의 사람들을 인도하는 사명을 가지고 있다.
- 페레

(CV. 류다무현 / (CV. 고다이 타카유키)
포포의 아버지. 포포가 어릴 때 숲을 구하러 떠난 이후 행방불명.
- 피아

(CV. 김선혜 / (CV. 시노 유카)
포포의 어머니.

## 서커스단 일행
- 비비

(CV. 최한 / (CV. 타카기 와타루)
서커스단의 리더.
- 바비

(CV. 정남 / (CV. 장 마유미)
서커스단의 유일한 여자. 본명은 아마리.
- 푸

(CV. 위훈 / (CV. 가네마루 준이치)
서커스단 일원. 3화에서 코카서스장수풍뎅이로부터 포포를 지키려다 데와 함께 빛이 되어 버리지만 물방울 능력이 포포에게 전해진다. 늘 '괜찮아 괜찮아'라고 말한다.

## 아더 일행
- 듀크

(CV. 홍범기 / (CV. 고다이 타카유키)
얼굴을 가리는 가면을 쓰고 있는 아더의 심복. 자신의 목표는 숲의 왕이 되어 숲을 지배하는 것으로, 목표를 이루기 위해서라면 일행이나 가족조차 서슴없이 이용하는 냉정한 성격을 지니고 있다.
- 파사

(CV. 김기흥 / (CV. 나가시마 유이치)
처음으로 수호자의 목걸이를 노리고 포포 일행을 덮친 아더의 부하. 코카서스장수풍뎅이 등의 갑충을 조종한다. 포포의 아버지가 지닌 수호자의 능력 대문에 부모를 잃었기 때문에 숲의 수호자에 대한 복수심을 지니고 있으나, 나중에는 포포를 적극적으로 도와주며 아더 일행에 맞서 싸운다.
- 초크

(CV. 주자영 / (CV. 키우치 레이코)
아다 일행의 유일한 여자 부하로 흰나비떼를 몰고다닌다. 초크의 엄마로, 기라파톱사슴벌레를 이용해 소마를 아더 일행에 끌어들이는 데 성공한다.
- 글렘

(CV. 안장혁 / (CV. 비후 히토시)
원래는 숲의 벌레를 사랑하는 상냥한 사람이었지만, 분노와 슬픔으로 아더 일행이 되었다. 아더 일행임에도 곤충을 아끼고 사랑하며, 친구처럼 여기던 악타이온코끼리장수풍뎅이가 무리한 전투로 죽자 스스로 아더 일행에서 빠져나온다.
- 아더

(CV. 시영준)
숲의 백성들을 죽여 빛으로 만들어 자신의 목표를 이루고자 하는 악당. 갑충들을 붉은 눈으로 만들어 흉폭하게 만들어 조종하여 사람들을 빛으로 만든다. 헤라클레스장수풍뎅이를 데리고 다닌다.